# Suczki (gromada)
Suczki – dawna gromada, czyli najmniejsza jednostka podziału terytorialnego Polskiej Rzeczypospolitej Ludowej w latach 1954–1972.
Gromady, z gromadzkimi radami narodowymi (GRN) jako organami władzy najniższego stopnia na wsi, funkcjonowały od reformy reorganizującej administrację wiejską przeprowadzonej jesienią 1954 do momentu ich zniesienia z dniem 1 stycznia 1973, tym samym wypierając organizację gminną w latach 1954–1972.
Gromadę Suczki z siedzibą GRN w Suczkach utworzono – jako jedną z 8759 gromad – w powiecie ełckim w woj. białostockim, na mocy uchwały nr 13/V WRN w Białymstoku z dnia 4 października 1954. W skład jednostki weszły obszary dotychczasowych gromad Bajtkowo, Białojany, Ciernie, Karbowskie, Mostołty, Rostki Bajtkowskie, Suczki, Śniepie, Tracze i Zdedy (z wyłączeniem jeziora Zdedy) ze zniesionej gminy Bajtkowo oraz obszar dotychczasowej gromady Pistki (z wyłączeniem obszaru maj. Ruska Wieś) ze zniesionej gminy Klusy w powiecie ełckim w woj. białostockim, ponadto grunty PGR Rymki i część gruntów Skarbu Państwa dotychczasowej gromady Nitki ze zniesionej gminy Drygały oraz część gruntów PGR Kosinowo z dotychczasowej gromady Monety ze zniesionej gminy Rożyńsk Wielki w powiecie piskim w woj. olsztyńskim. Dla gromady ustalono 12 członków gromadzkiej rady narodowej.
Gromadę Suczki zniesiono 1 stycznia 1972, a jej obszar włączono do gromady Nowa Wieś Ełcka.